# Óscar Carvalho
Óscar Maia Vasques de Carvalho (Porto, 22 dicembre 1903 – ...) è stato un calciatore portoghese.

## Carriera
Laureato in farmacia, fu fra le stelle del Boavista nel periodo fra le due guerre. Formava assieme ai compagni Albino Luzia e Casoto il cosiddetto "tro maravilha" del Boavista.
Nel 1928 prese parte ai Giochi Olimpici con la Nazionale portoghese, ma non ebbe occasione di scendere in campo né in quella né in altre occasioni.
Era famoso per la sua versatilità come sportivo: oltre che il calcio, praticò su buoni livelli anche canottaggio, atletica leggera, tennis ed hockey su prato.